# Stefan Wiszniewski
Stefan Wiśniewski (Wiszniewski) herbu Trzaska – pisarz grodzki kowieński w latach 1766–1777.
Członek konfederacji powiatu kowieńskiego w 1767 roku.